# Dannau
Dannau település Németországban, Schleswig-Holstein tartományban. Lakosainak száma 579 fő (2023. december 31.).

## Népesség
A település népességének változása:
| Lakosok száma | 430  | 609  | 619  | 597  | 598  | 579  |
|               | 1975 | 2017 | 2019 | 2021 | 2022 | 2023 |